# Duslo
A vágsellyei Duslo egy vegyiüzem, amely a műtrágyagyártásban és gumigyártásnál fontos kémiai anyagok előállításában visz vezető szerepet európai viszonylatban is.
1958-ban rakták le az első nitrogén alapú műtrágyaüzem alapjait Vágsellyén. A szocialista nagyüzem építésénél számos régészeti lelőhelyet megbolygattak, melyeket csak részlegesen tártak fel.
Az üzemet nem privatizálták, hanem 1994-ben részvénytársasággá alakult. 2005-ben az Agrofert Holding Részvénytársaság része lett. 2005-ben az egyik legrégebbi vegyiüzemet, az Istrochemet is felvásárolta, mely a következő évtől a része lett.
Európai szinten is meghatározó a gyár a modern dízelautókhoz szükséges adblue folyadék előállításában, a kontinens legnagyobb termelője.